# ホイッスル・ストップ・ツアー
ホイッスル・ストップ・ツアー(whistle-stop tour)とは、特にかつてアメリカ合衆国で行われていた、政治家が選挙活動の際に、私有客車を連結した臨時列車を仕立て、各地の小さな駅に停車して短時間の演説を行って回ることである。

## 背景
「ホイッスル・ストップ」とは、利用者がいるときだけ停車する（リクエスト・ストップ）駅において、下車する乗客や積み下ろす荷物がある場合に、運転士が警笛（ホイッスル）を鳴らして列車が停車することを駅員に伝えることを意味する。逆に、乗車する客や乗せる荷物がある場合には、駅長は駅の信号を操作して運転士に列車を停車させるよう伝えた。
アメリカにおいて鉄道が最も一般的な移動手段だった19世紀、政治家は選挙活動の際に臨時列車を仕立てて全米を移動していた。そして、ホイッスル・ストップが行われるような小さな駅を含む各地の駅で停車して演説を行った。政治家はほとんど列車から降りず、プラットホーム上か客車の展望デッキから短時間の演説を行った。
政治の分野でこの言葉を初めて使ったのは、連邦上院議員のロバート・タフトである。タフトは当時の大統領ハリー・S・トルーマンのことを「全米のホイッスル・ストップ駅で議会の悪口を言っていた」と非難した。

## フェルディナンド・マゼラン

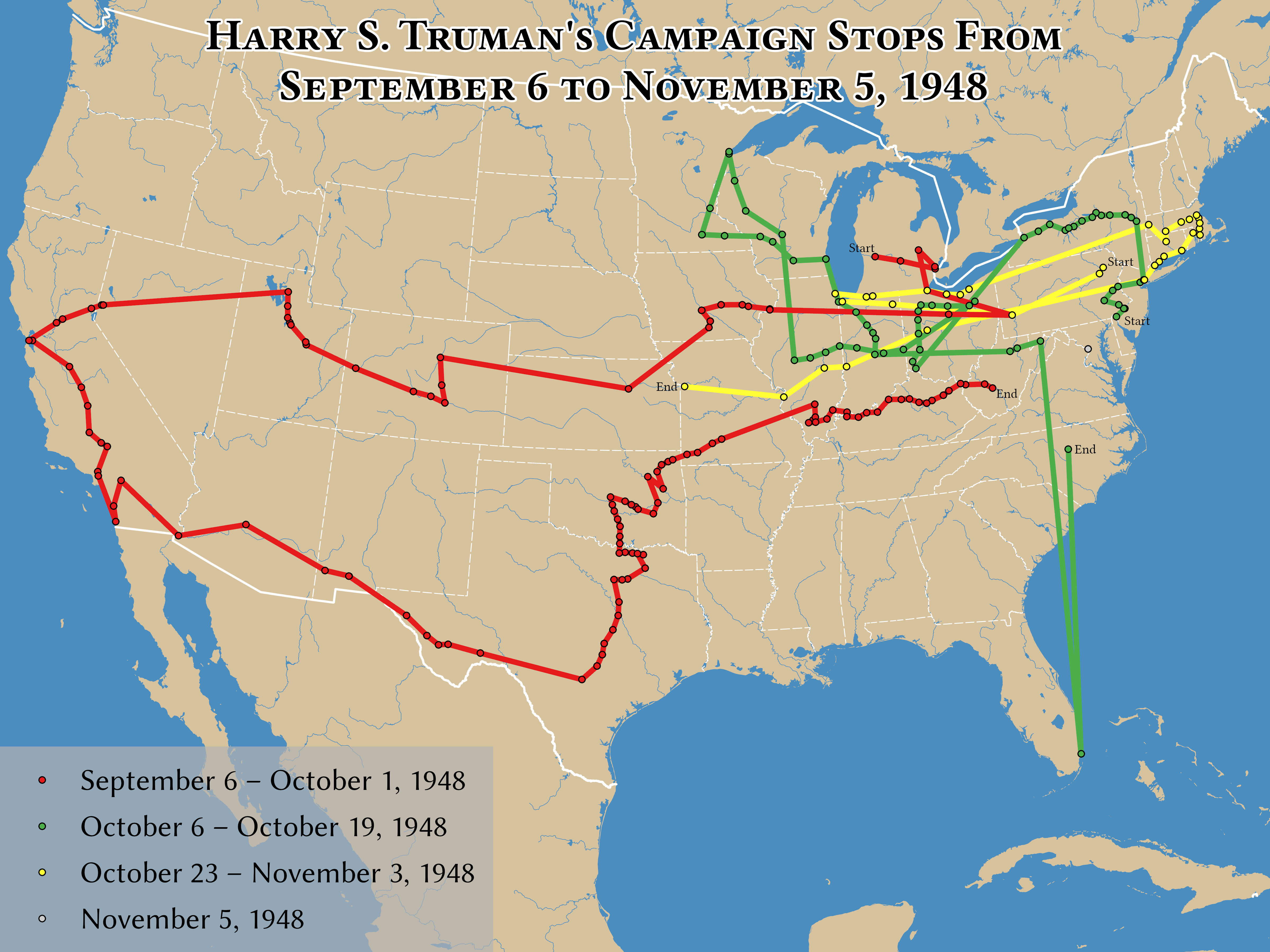
1948年の大統領選挙におけるトルーマンの選挙活動（1948年9月6日 - 11月5日）

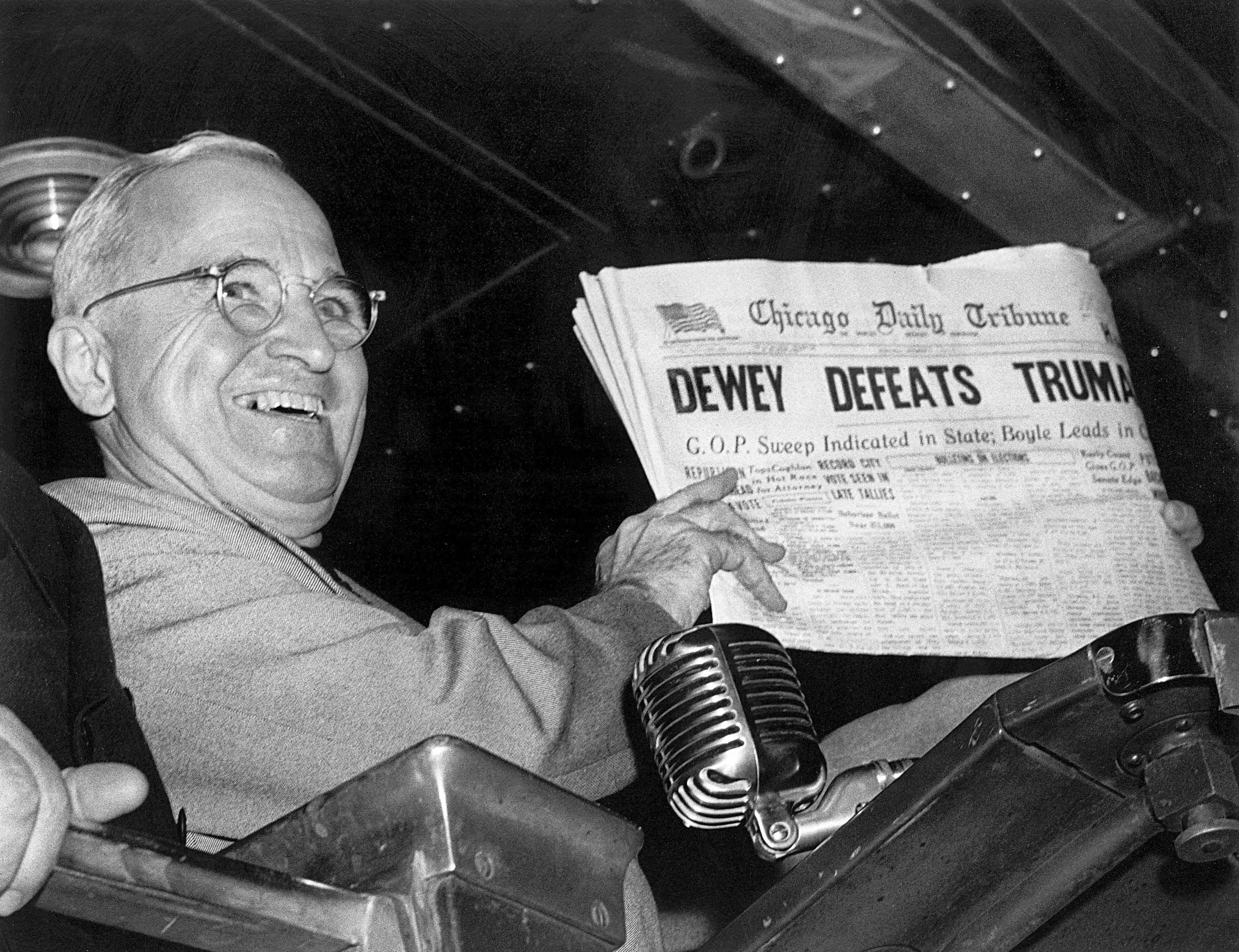
「デューイ、トルーマンを破る」(Dewey Defeats Truman)という見出しの新聞を掲げるトルーマン（1948年11月3日）

ホイッスル・ストップ・ツアーで使われた私有客車として、20世紀にアメリカ大統領のために作られた唯一の特注車である「フェルディナンド・マゼラン」がよく知られている。1928年にプルマン社によって製造された。正式には"U.S. No. 1 Presidential Railcar"（合衆国第1号大統領専用車）という。
トルーマンが「デューイ、トルーマンを破る」(Dewey Defeats Truman)という見出しの『シカゴ・トリビューン』紙を掲げている有名な写真は、1948年11月3日にセントルイスのユニオン駅に停車中の「フェルディナンド・マゼラン」で撮られたものである。
フランクリン・D・ルーズベルトやドワイト・アイゼンハワーも「フェルディナンド・マゼラン」を使用した。1984年10月12日にロナルド・レーガン大統領がオハイオ州のデイトンからペリーズバーグまでの120マイルを移動し、途中5か所で演説を行ったのが最後の使用となった。その後は、フロリダ州マイアミ・デイド郡のゴールドコースト鉄道博物館で静態保存されている。

## 現代のホイッスル・ストップ・ツアー
チャールズ3世はプリンス・オブ・ウェールズ時代の2010年9月6日に、5日間でイギリス各地を巡るホイッスル・ストップ・ツアーを行った。これは、持続可能な活動に対する国民の理解を求めるために行われたものである。
鉄道網が発達しているヨーロッパでは、今日でも政治家の遊説や視察には鉄道がよく使われている。2009年、ドイツのアンゲラ・メルケル首相（ドイツキリスト教民主同盟所属）は、かつてコンラート・アデナウアーが使った古い客車を使って遊説を行い、話題になった。一方、ドイツ社会民主党は1998年の選挙から、鉄道による遊説活動を中止している。
2020年9月30日、大統領選挙の最初の討論会の後、大統領候補のジョー・バイデンはオハイオ州クリーブランドからペンシルベニア州ジョンズタウンまで、アムトラックの定期列車に乗車した。

## ギャラリー

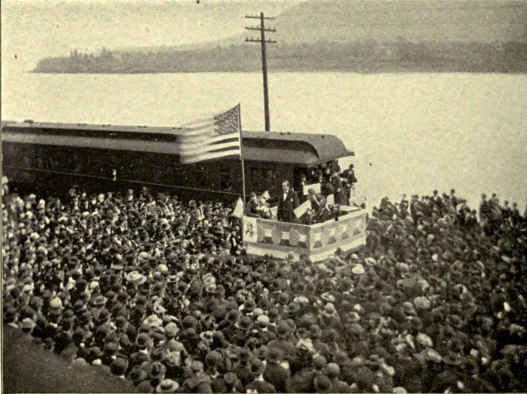
1896年の大統領選挙において、駅で演説を行う大統領候補のウィリアム・ジェニングス・ブライアン
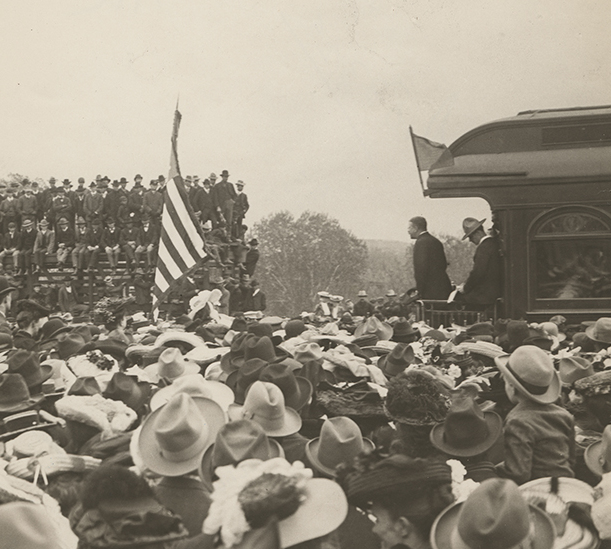
1900年の大統領選挙において、展望デッキから演説を行う副大統領候補のセオドア・ルーズベルト
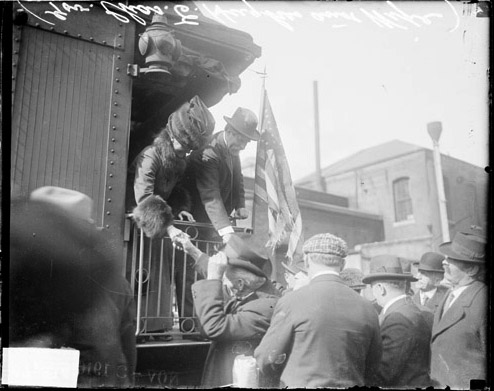
1916年の大統領選挙において、シカゴのユニオン駅に停車中の列車で支持者と握手する大統領候補のチャールズ・エヴァンズ・ヒューズとその妻
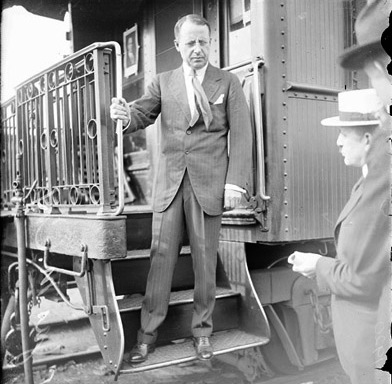
1920年の大統領選挙において、停車中の列車から下車する大統領候補のジェイムズ・コックス
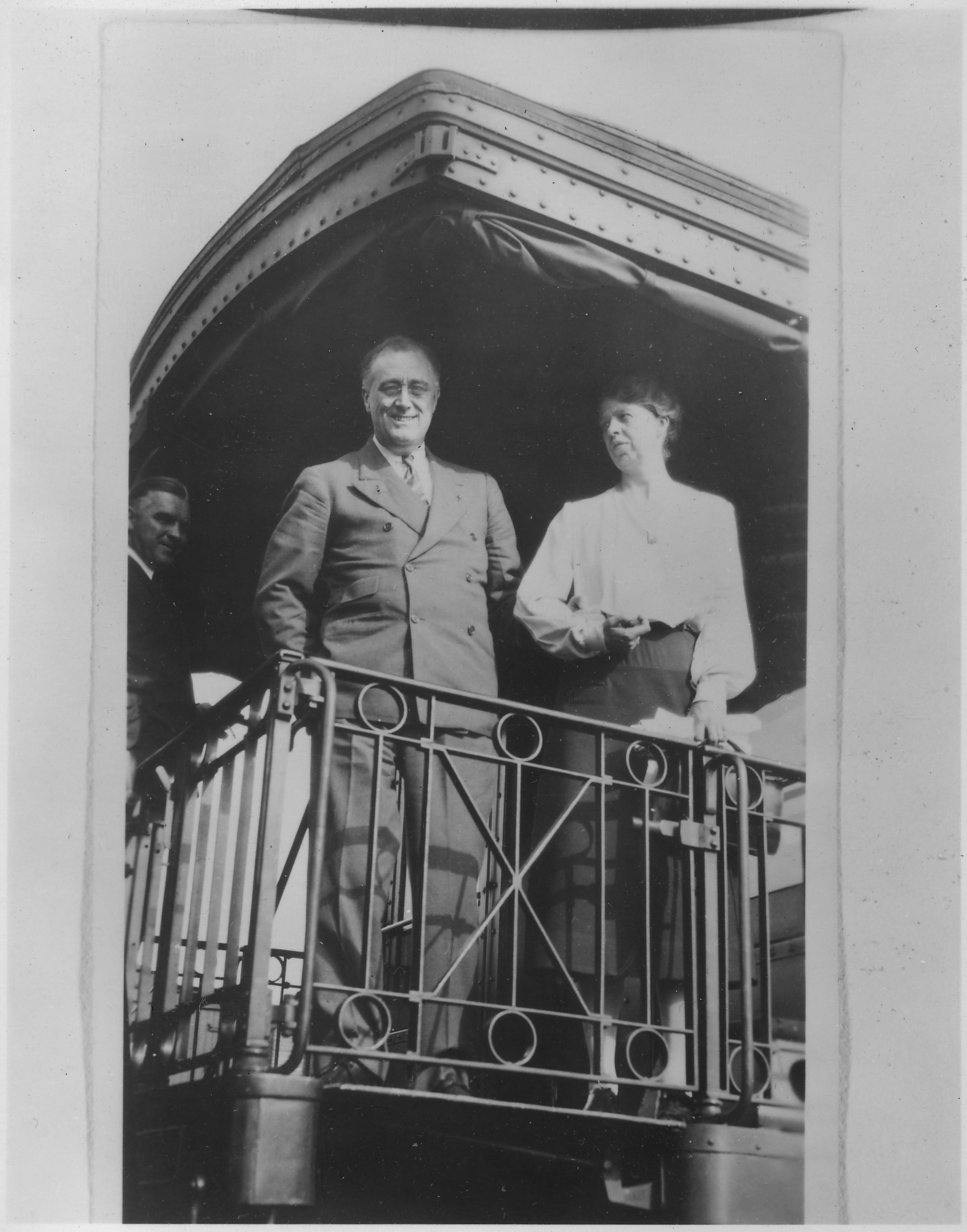
1932年の大統領選挙において、展望デッキに立つ大統領候補のフランクリン・ルーズベルトと妻のエレノア
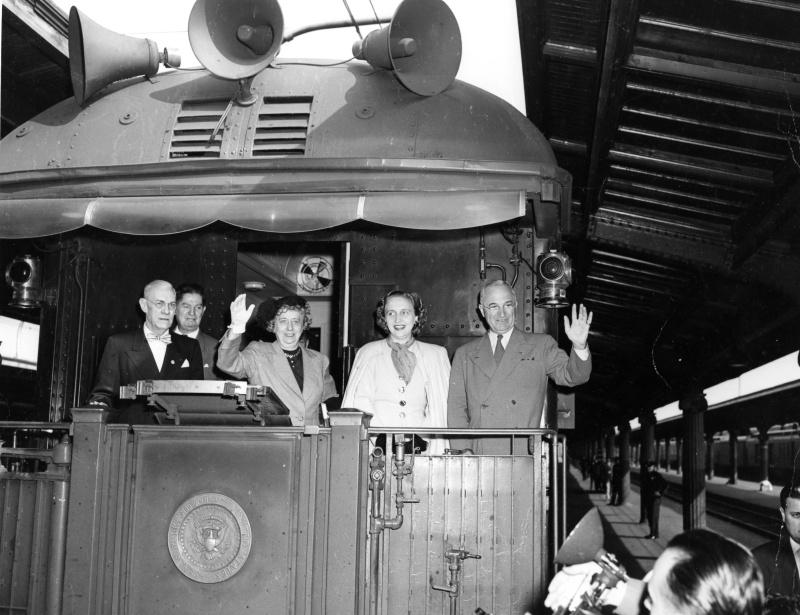
1948年の大統領選挙において、ホイッスル・ストップ・ツアーに出発するハリー・S・トルーマンとその家族
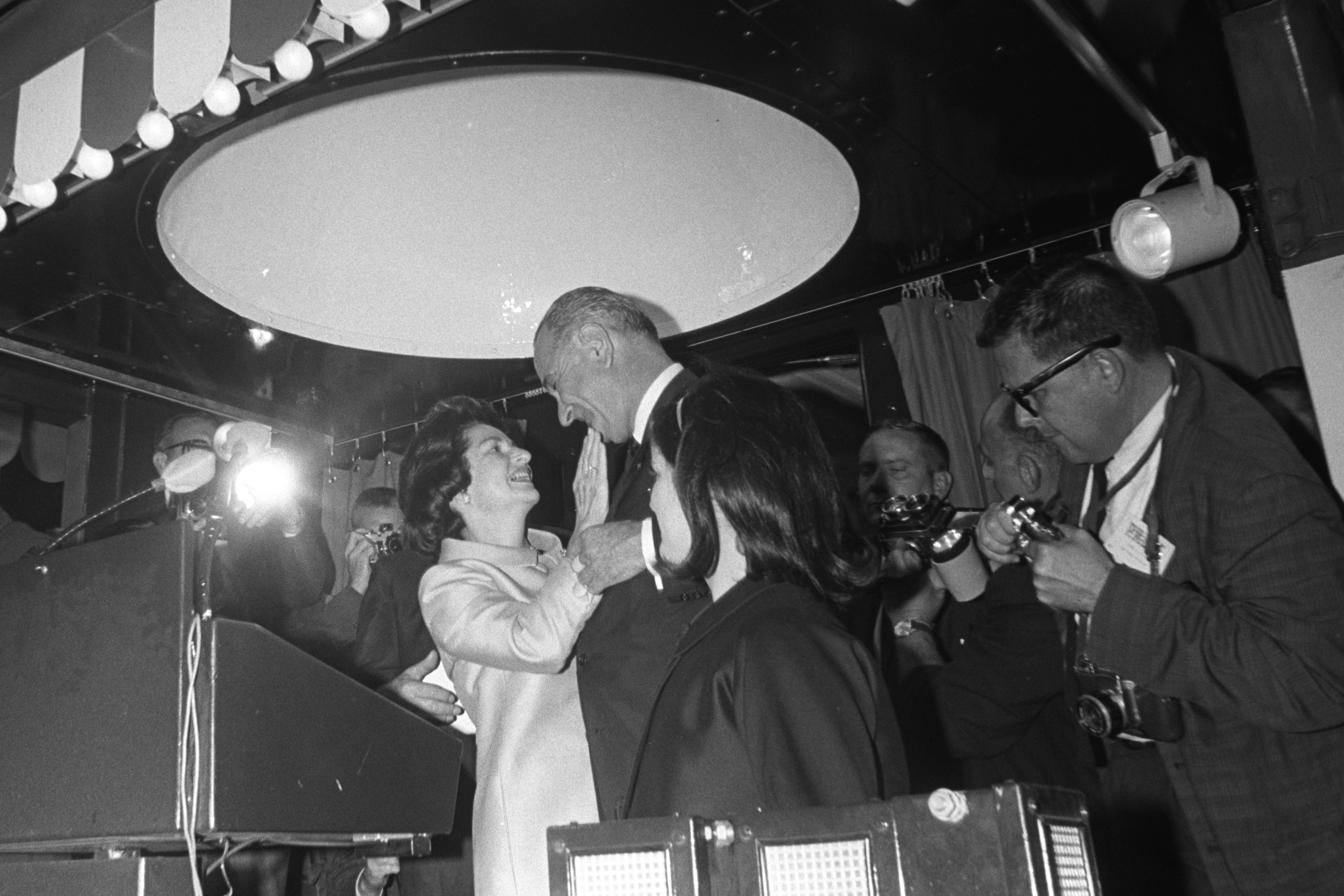
1964年の大統領選挙において、ホイッスル・ストップ・ツアーを終えて夫人の出迎えを受けるリンドン・ジョンソン
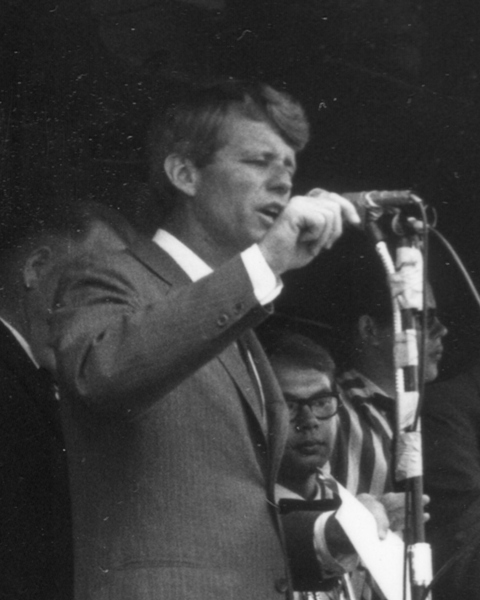
1968年の大統領選挙において、ホイッスル・ストップ・ツアー中に演説を行うロバート・ケネディ
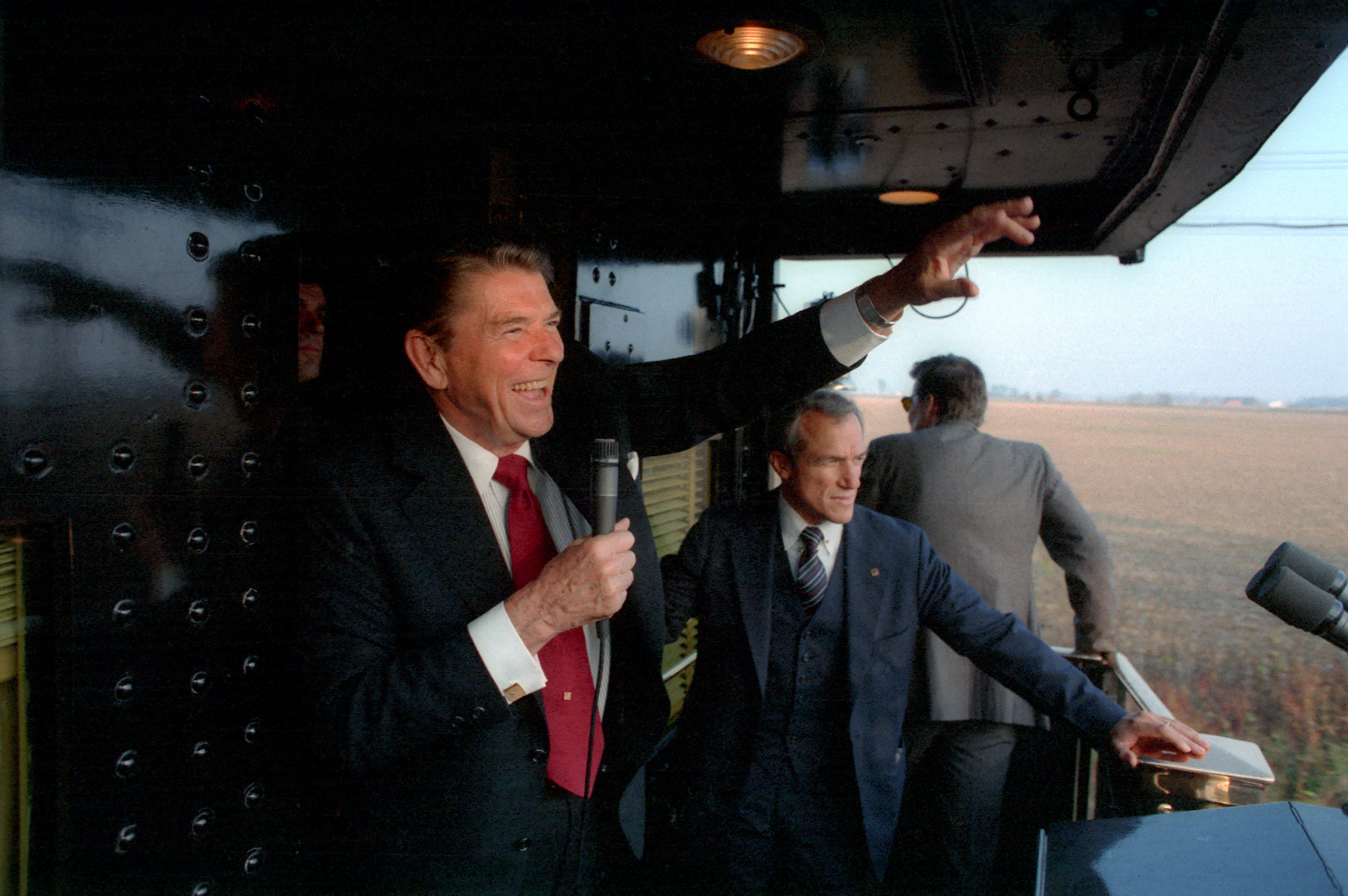
1984年の大統領選挙において、オハイオ州でホイッスル・ストップ・ツアーを行うロナルド・レーガン
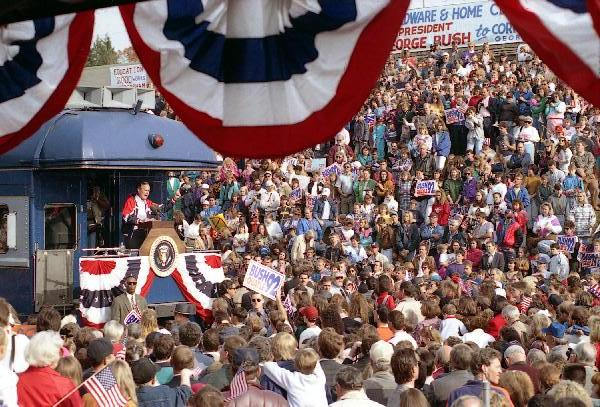
1992年の大統領選挙において、ジョージア州でホイッスル・ストップ・ツアーを行うジョージ・H・W・ブッシュ
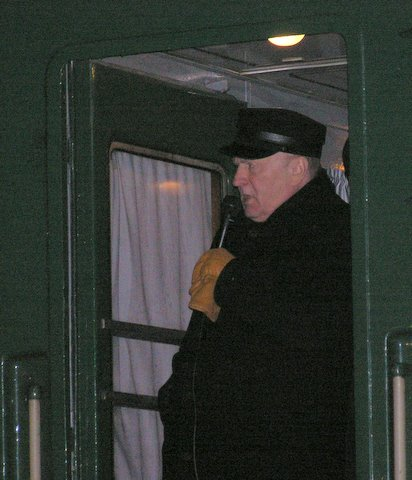
2007年ロシア下院選挙において、列車内から演説を行うロシア自由民主党のウラジーミル・ジリノフスキー
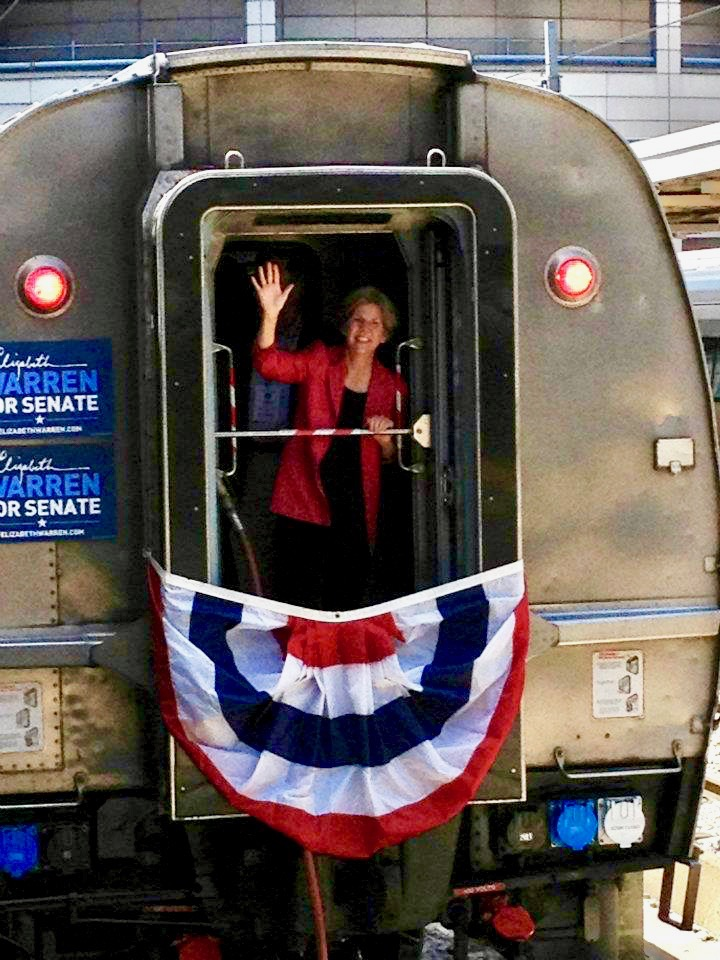
2012年アメリカ合衆国上院議員選挙（英語版）でホイッスル・ストップ・ツアーを行うエリザベス・ウォーレン